# Journal of Japanese Botany
Journal of Japanese Botany (abreviado J. Jap. Bot.) es una revista con ilustraciones y descripciones botánicas que es editada en Japón. Se publica desde el año 1916 con el nombre de Journal of Japanese Botany. [Shokubutsu Kenkyu Zasshi]. Tokyo